# Präsidentschaftswahl in der Ukraine 2014

Standarte des Präsidenten der Ukraine

Die vorgezogene Präsidentschaftswahl in der Ukraine 2014 fand am 25. Mai 2014 statt. Es handelte sich um eine vorgezogene Wahl, die durch die Revolution im Februar 2014 und der Flucht des De-jure-Präsidenten Wiktor Janukowytsch notwendig wurde.
Der Wahlkampf um das Präsidentenamt in der Ukraine begann nach dem Bekanntwerden des Wahltermins am 25. Februar 2014. Die Kandidaten mussten sich bis zum 4. April 2014 registrieren.
Die Wahlbeteiligung der Präsidentschaftswahl lag bei 59,57 %. Petro Poroschenko errang mit 54,70 % Stimmenanteil die absolute Mehrheit und wurde am Abend des 26. Mai 2014 von der Wahlkommission offiziell zum Sieger der Präsidentenwahl erklärt. Somit war Poroschenko bereits nach dem ersten Wahlgang designierter Präsident der Ukraine. Er war der erste Präsident der Ukraine, welcher nicht in einer Stichwahl antreten musste. Gleichzeitig gewann erstmals ein Präsident alle Regionen der Ukraine für sich, also auch im Osten und im Süden.

## Vorgeschichte
Infolge der anhaltenden Proteste gegen die Regierung in der Ukraine einigte sich Präsident Wiktor Janukowytsch nach langen Verhandlungen mit den Oppositionsführern Vitali Klitschko, Arsenij Jazenjuk und Oleh Tjahnybok am 21. Februar 2014 unter anderem darauf, nach der Annahme einer neuen Verfassung und nicht später als Dezember 2014 Neuwahlen durchzuführen. Die Einigung stieß jedoch bei der Mehrheit der Demonstranten auf dem Unabhängigkeitsplatz, die einen sofortigen Rücktritt des Präsidenten forderten, auf Ablehnung. Nachdem im Laufe des 22. Februar zahlreiche weitere Parlamentsabgeordnete die Fraktion von Janukowytschs Partei der Regionen verlassen hatten und Janukowytsch mit unbekanntem Ziel geflohen war, beschloss die Werchowna Rada die Absetzung Janukowytschs und den 25. Mai als Wahltermin.

## Kandidaten
Die Oppositionspolitiker Vitali Klitschko und Julija Tymoschenko gaben jeweils bekannt, für das Amt des Staatsoberhauptes kandidieren zu wollen. Der ehemalige Gouverneur der Oblast Charkiw, Mychajlo Dobkin, der der Partei der Regionen angehört, kündigte am 24. Februar 2014 seine Kandidatur für das Präsidentenamt an. Als Grund für seine Kandidatur nannte er Gesetze, die all diejenigen bedrohten, die sich „dem Faschismus und Nationalismus nicht anschließen wollen“ sowie Aufrufe zur willkürlichen Verfolgung von Menschen, die Ansichten vertreten, die von den Meinungen der neuen Autoritäten abwichen. Dobkin wurde am 10. März verhaftet. Vorgeworfen wird ihm Sezessionismus. Am 11. März wurde Dobkin zu Hausarrest in seiner Kiewer Wohnung verurteilt. Seit einer Zusicherung durch den Unternehmer Rinat Achmetow, dass Dobkin vor Gericht erscheinen werde, darf er seine Wohnung jedoch zwischen 9 Uhr vormittags und 2 Uhr nachts verlassen. Am 28. März wurde Dobkin zum Präsidentschaftskandidaten der Partei der Regionen nominiert. Dobkin spricht sich dafür aus, dass die Gouverneure der Regionen demokratisch gewählt und nicht vom Präsidenten bestimmt werden sollen. Zudem setzte er sich zunächst für die Umwandlung der Ukraine in einen Bundesstaat ein, ging davon am 6. April jedoch ab. Als Erklärung nannte er, dass es in der Ukraine keine politische Kultur dafür gebe.
Dmytro Jarosch, der Vorsitzende der Gruppe Prawyj Sektor, kündigte am 7. März 2014 ebenfalls seine Kandidatur an.
Ein weiterer Kandidat wurde Petro Poroschenko. Nach Bekanntgabe von Poroschenkos Kandidatur verzichtete Klitschko am 29. März 2014 auf seine eigene und gab bekannt, Poroschenko zu unterstützen. Als erster Bewerber ließ sich Renat Kusmin am 17. März 2014 als Kandidat registrieren. Insgesamt 23 Kandidaten wurden zur Wahl zugelassen. Natalija Korolewska und Oleh Zarjow erklärten jedoch ihren Verzicht auf eine Teilnahme. Des Weiteren zogen auch die Kandidaten Schkirjak, Symonenko, Klymenko und Zuschko ihre Kandidatur zurück. Da die hierfür geltende Frist bereits verstrichen war, wurde der Verzicht dieser vier Politiker jedoch nicht mehr wirksam.

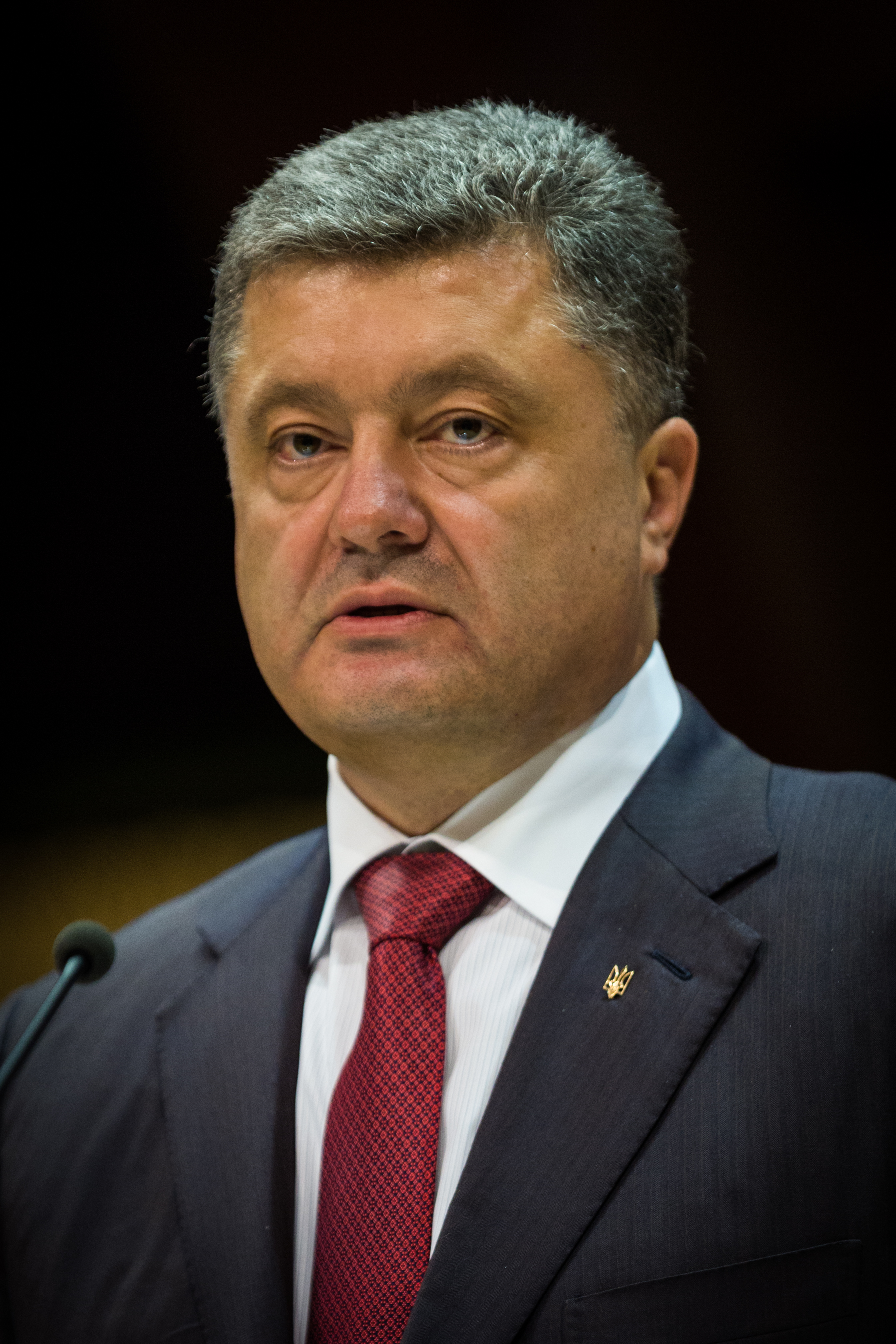
Petro Poroschenko (Solidarnist / unterstützt durch UDAR)
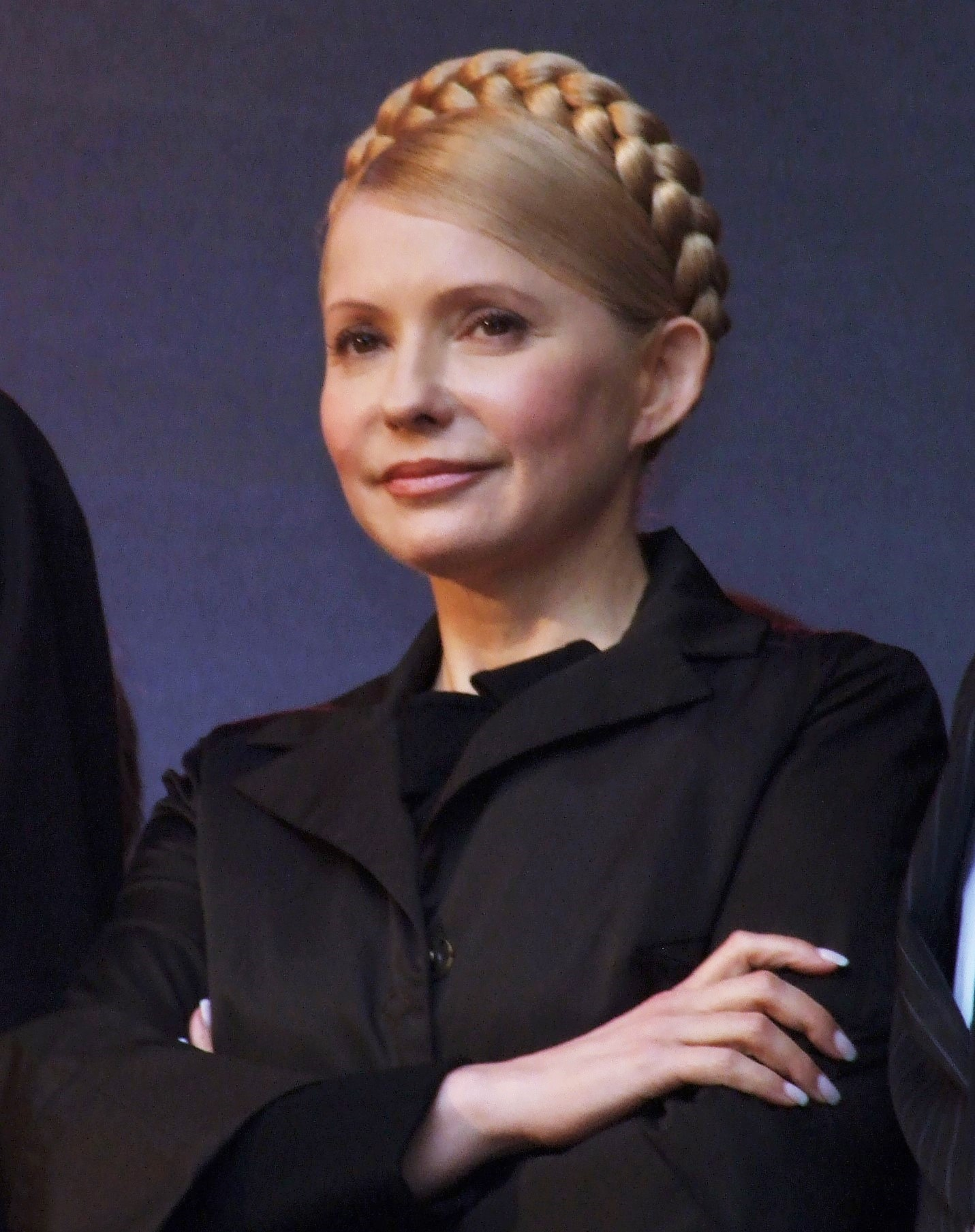
Julija Tymoschenko (Batkiwschtschyna)
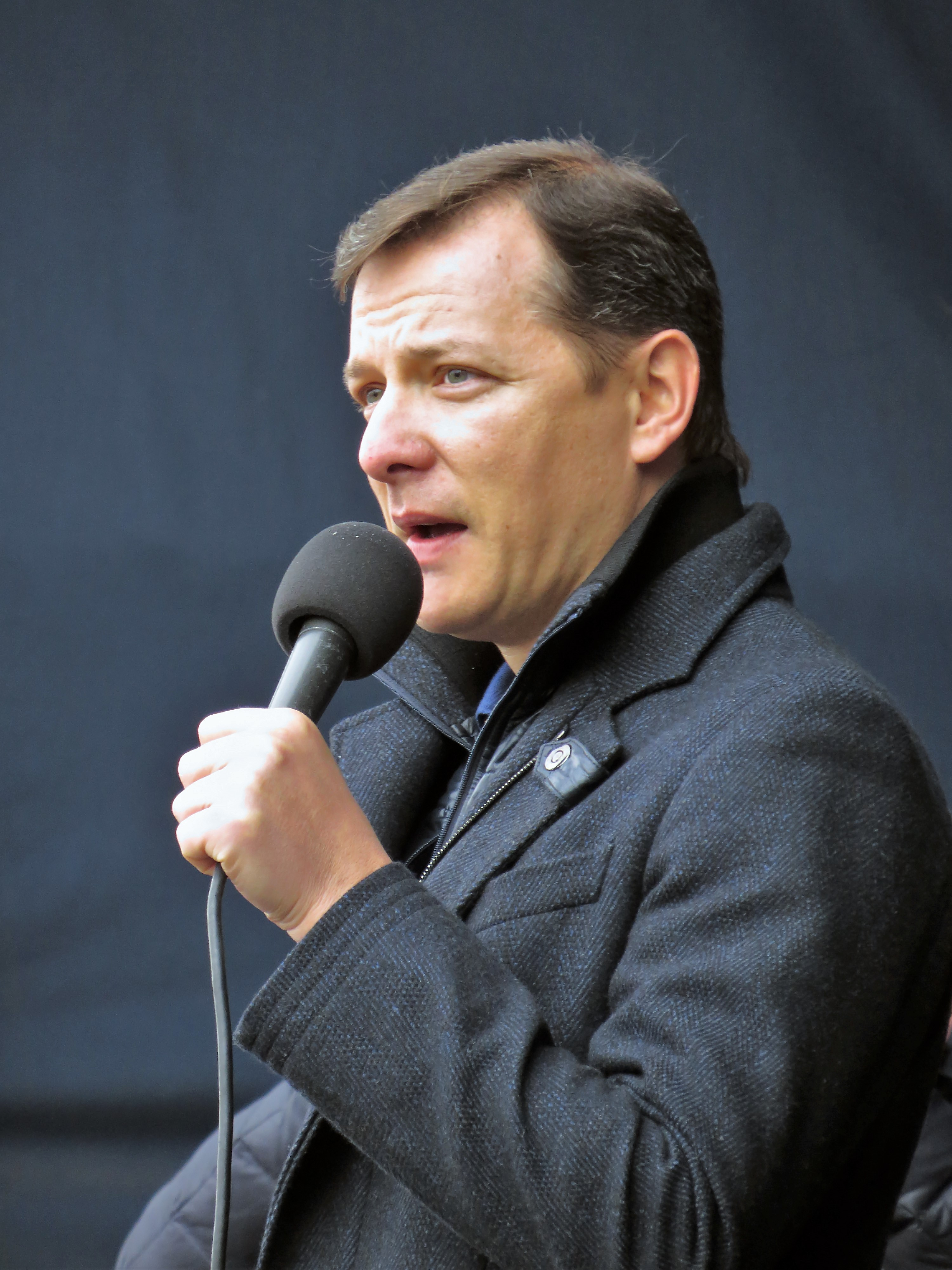
Oleh Ljaschko (Radikale Partei)
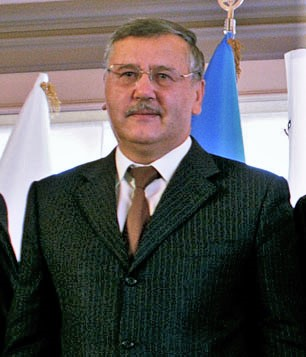
Anatolij Hryzenko (Bürgerliche Position)
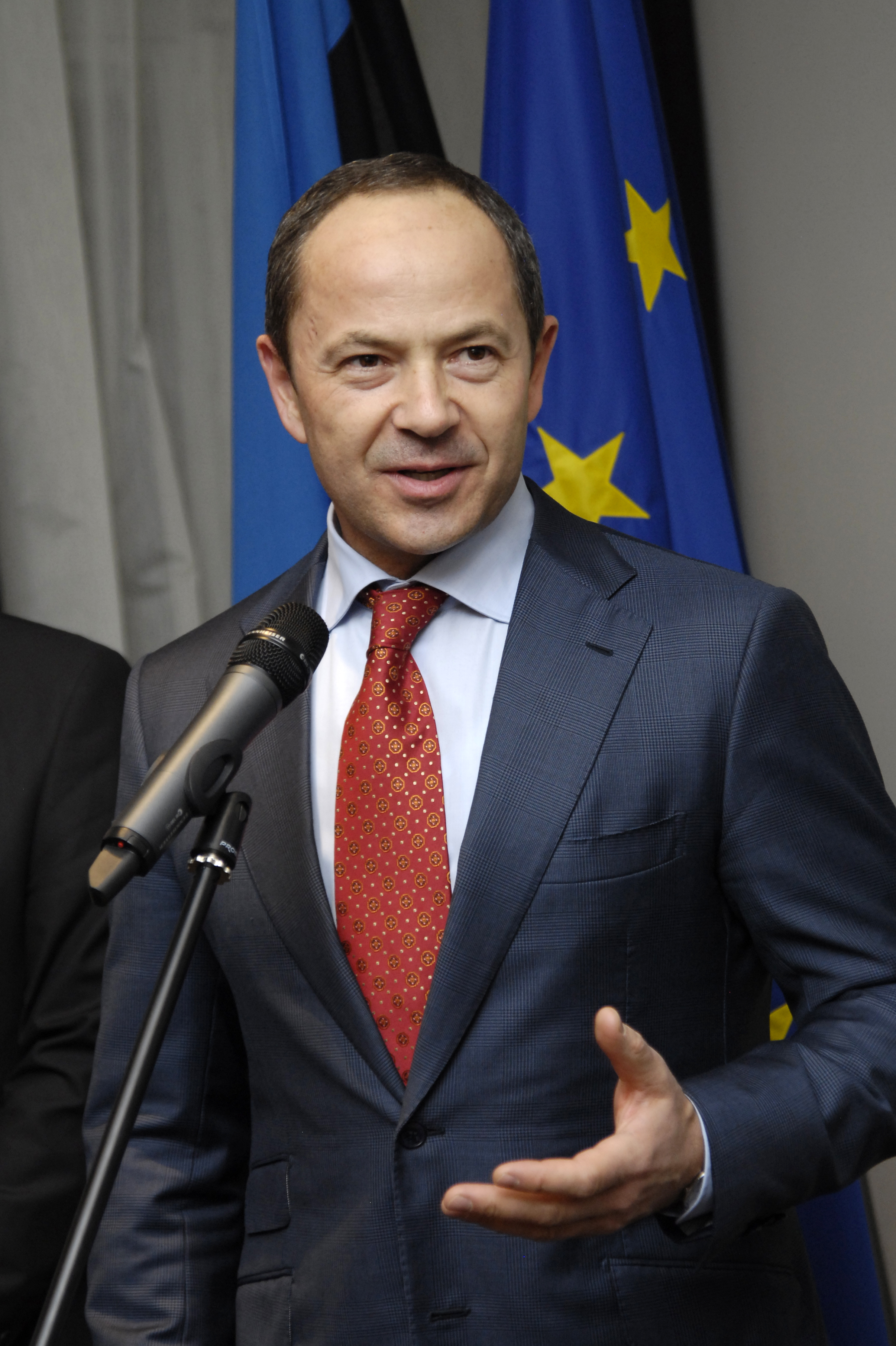
Serhij Tihipko (parteilos, vormals Partei der Regionen)
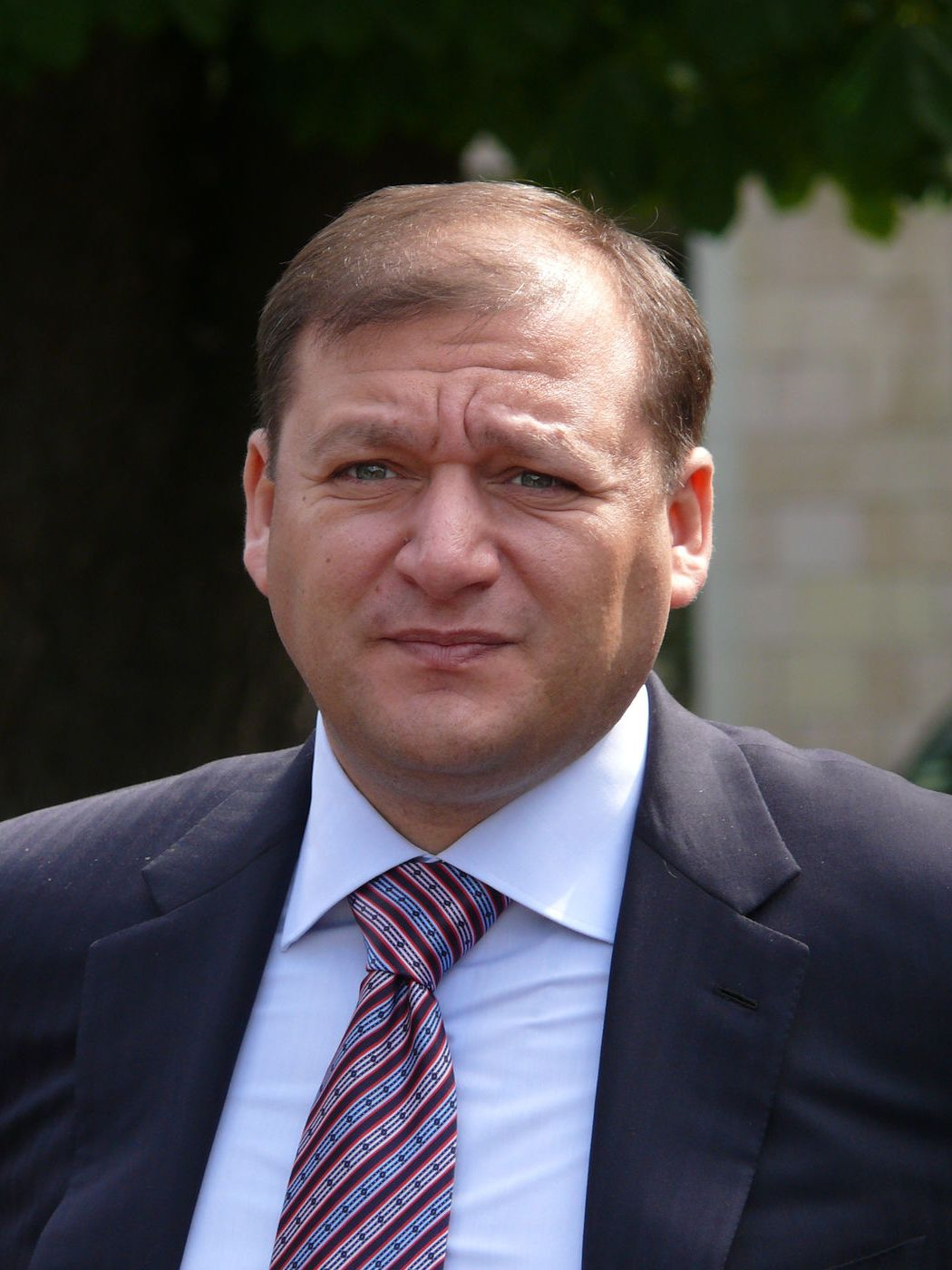
Mychajlo Dobkin (Partei der Regionen)
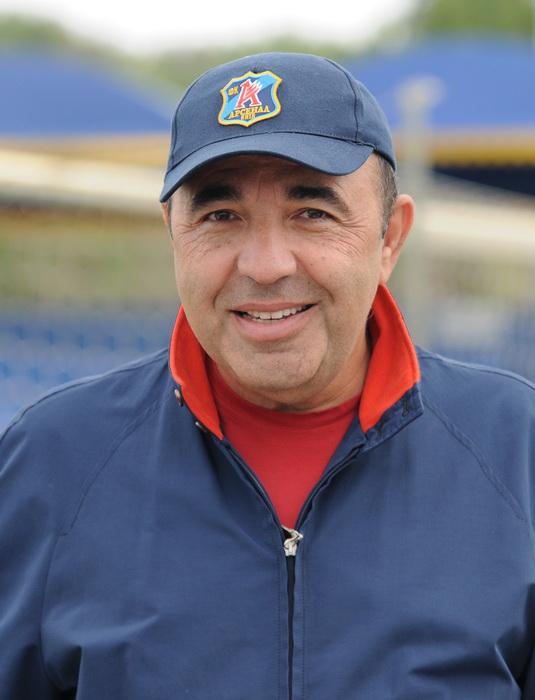
Wadym Rabinowytsch (parteilos)
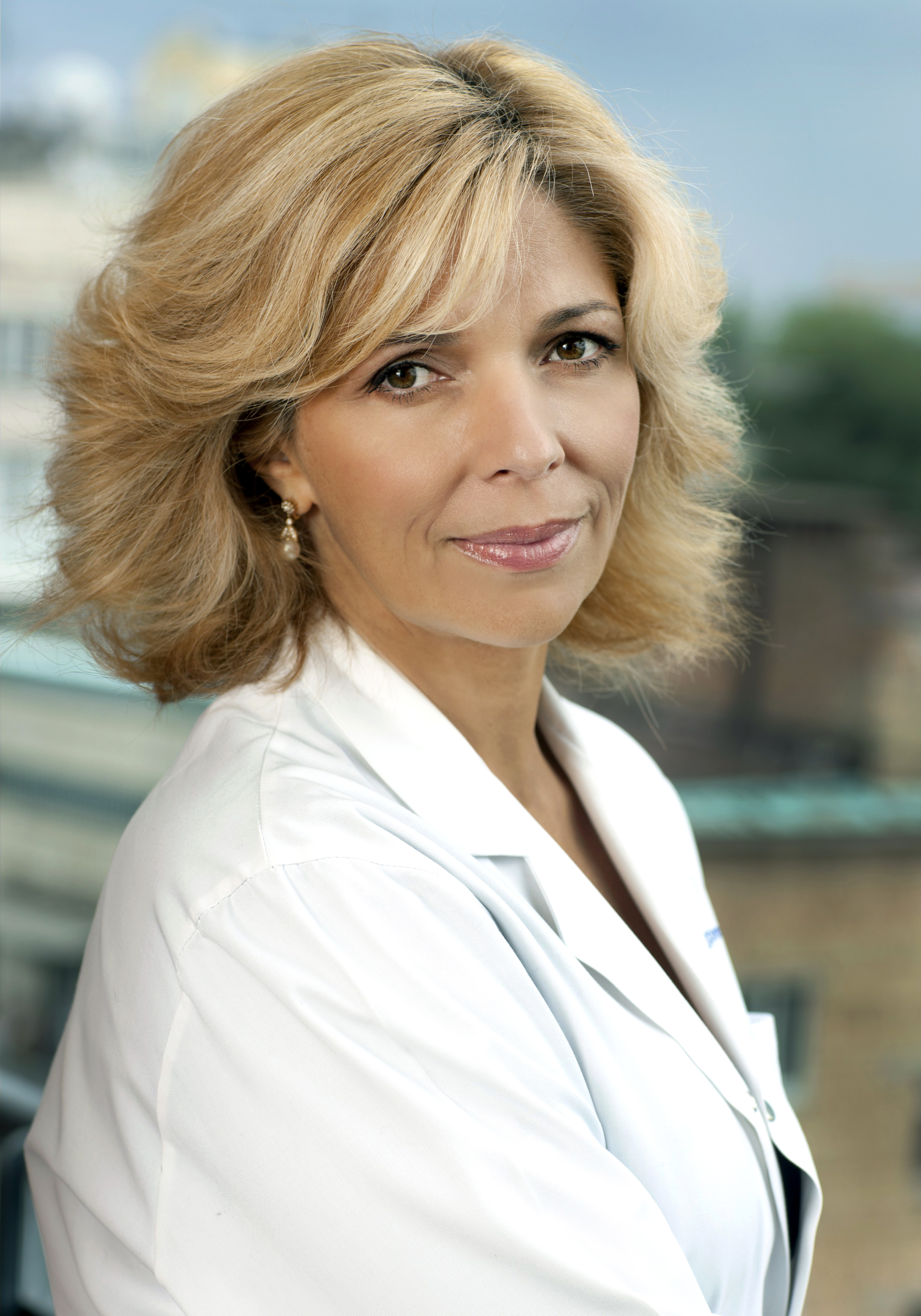
Olha Bohomolez (parteilos)
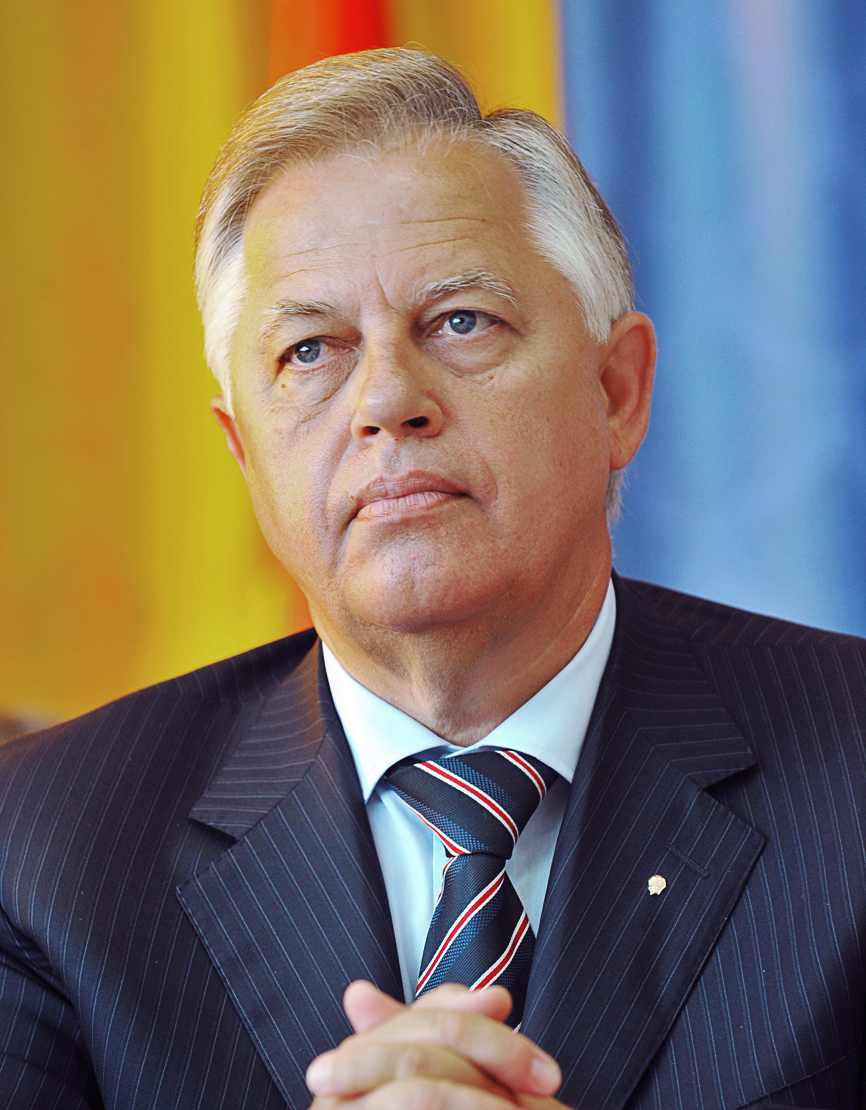
Petro Symonenko (Kommunistische Partei der Ukraine)
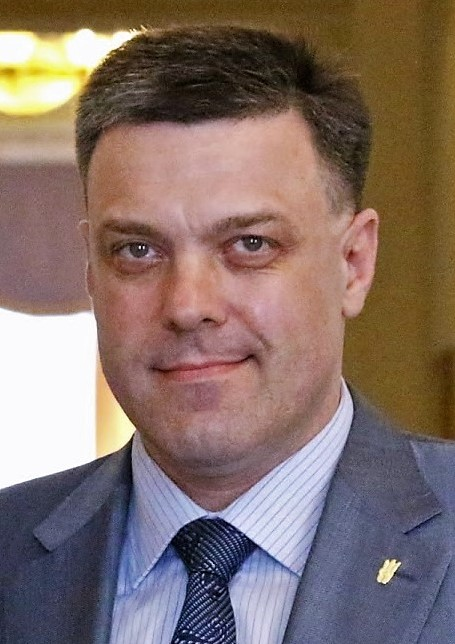
Oleh Tjahnybok (Swoboda)
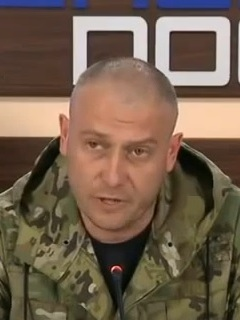
Dmytro Jarosch (Prawyj Sektor)
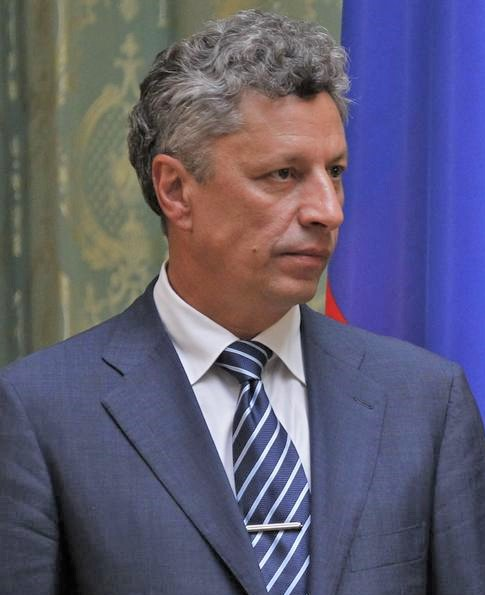
Jurij Bojko (parteilos, vormals Partei der Regionen)
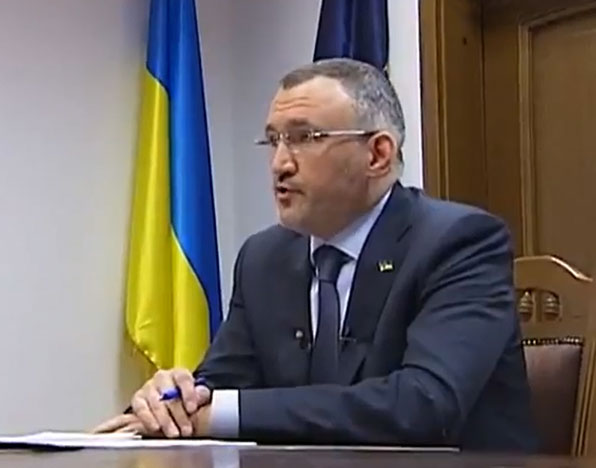
Renat Kusmin (parteilos)
Walerij Konowaljuk (parteilos)
Andrej Hrynenko (parteilos)
Olexander Klymenko (Ukrainische Volkspartei)
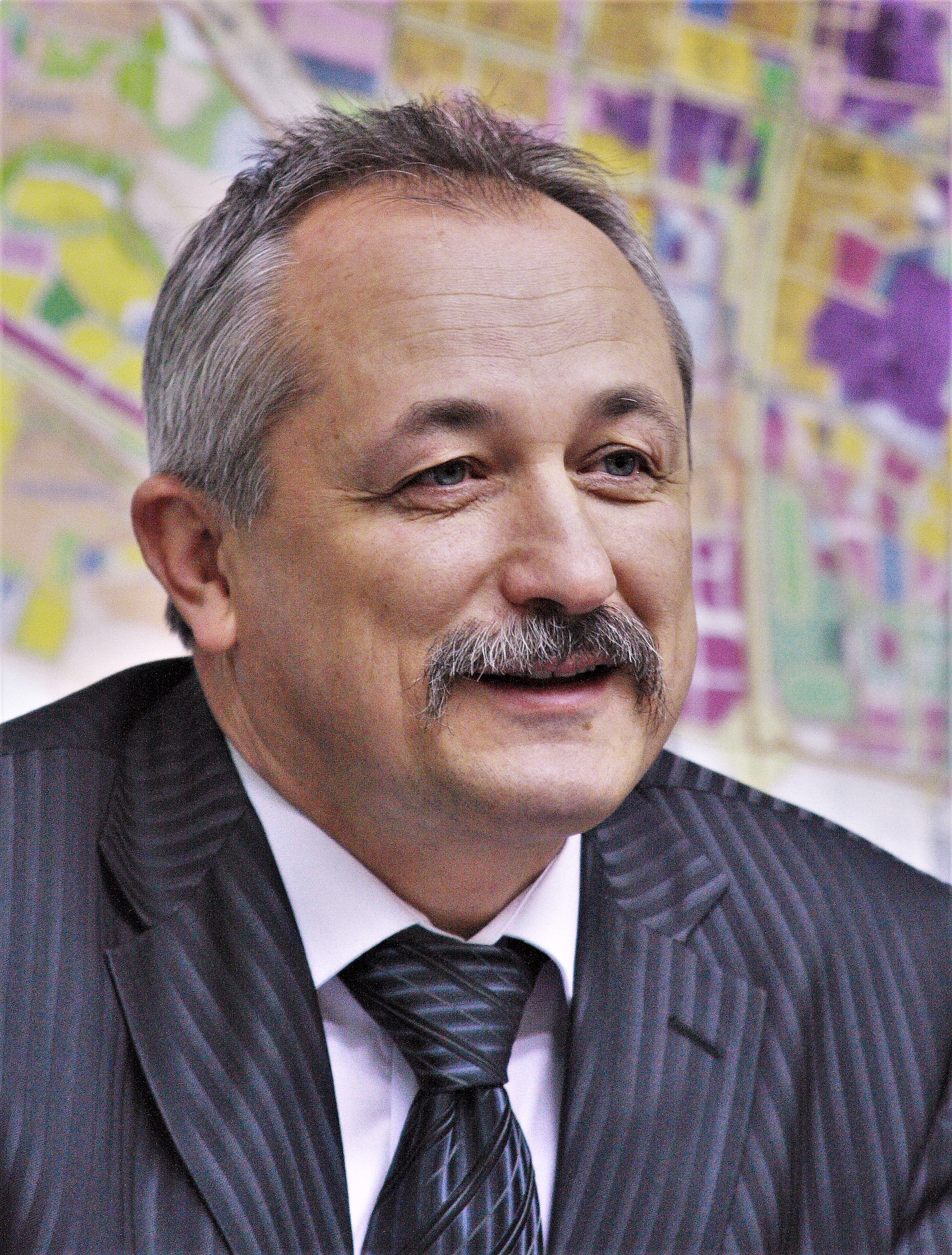
Wasyl Kujbida (Volksbewegung der Ukraine)
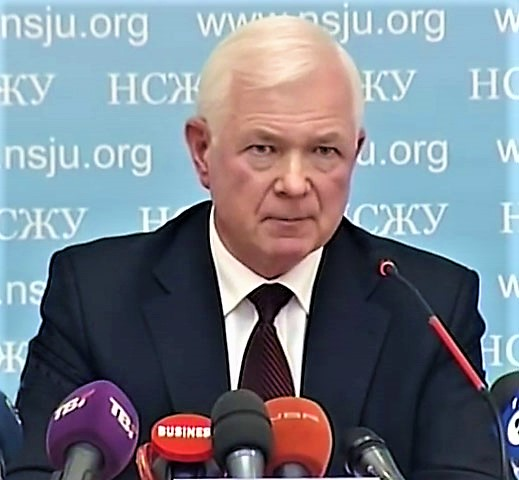
Mykola Malomusch (parteilos)
Wolodymyr Saranow (parteilos)
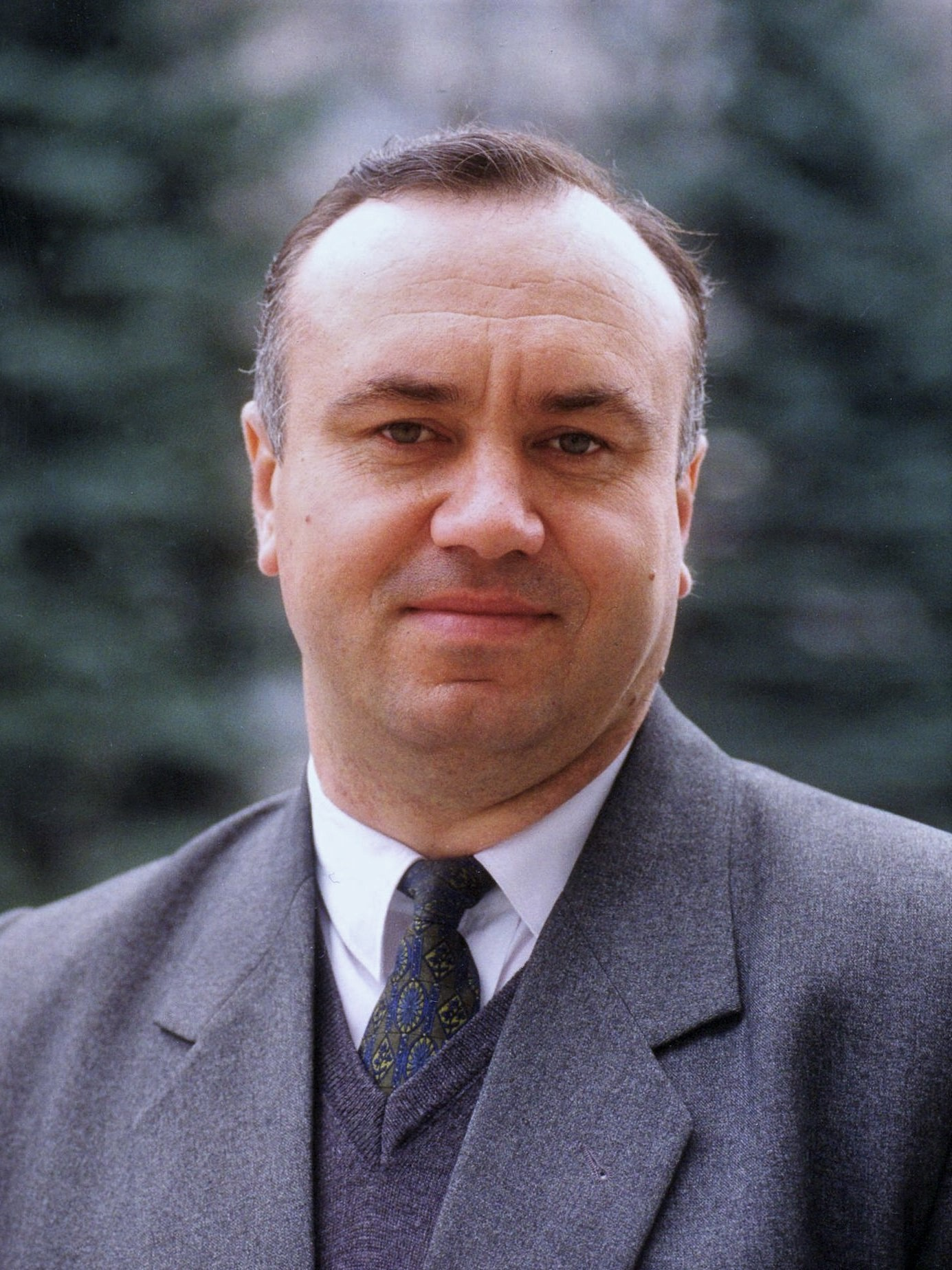
Wassyl Zuschko (parteilos)
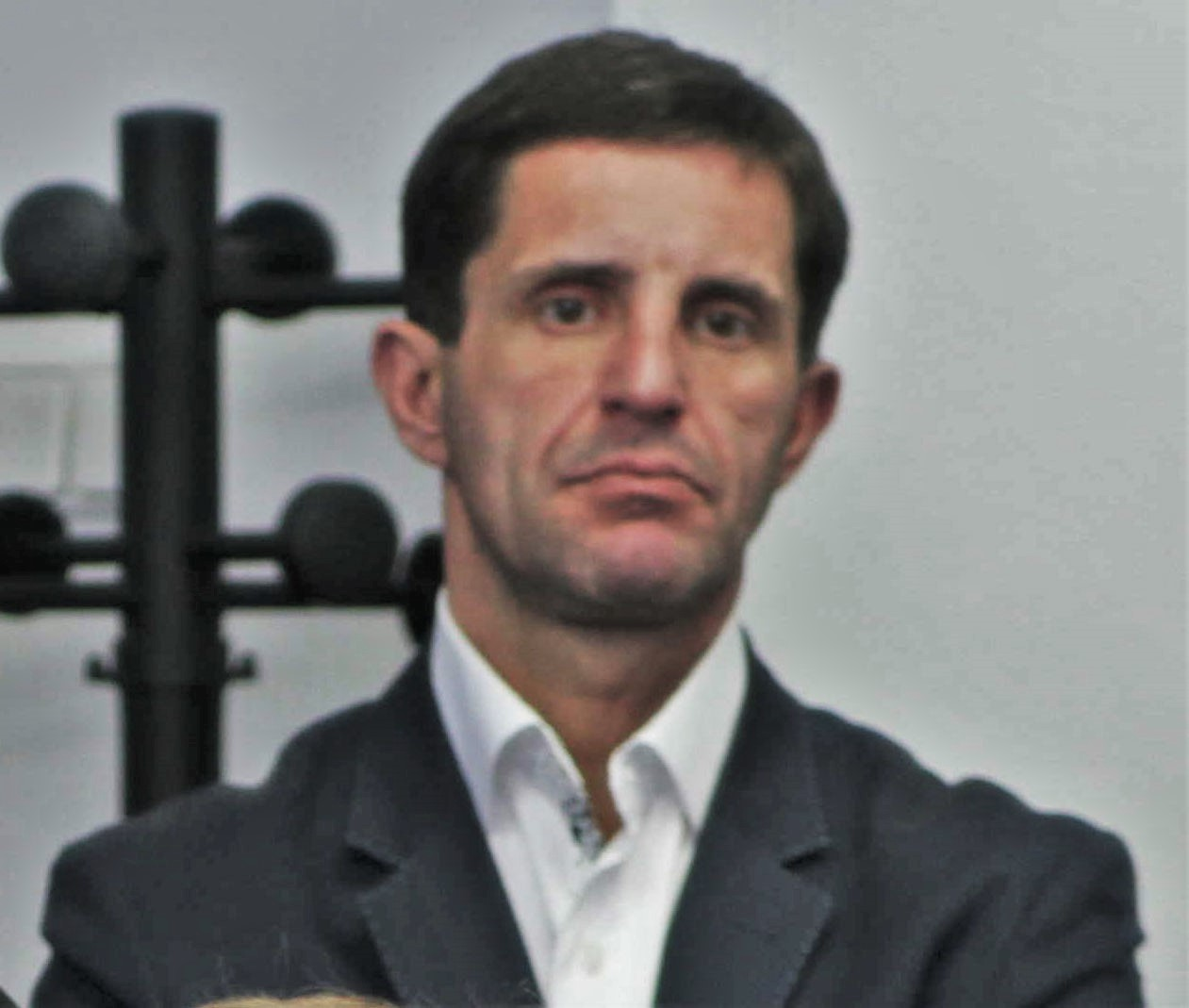
Sorjan Schkirjak (parteilos)
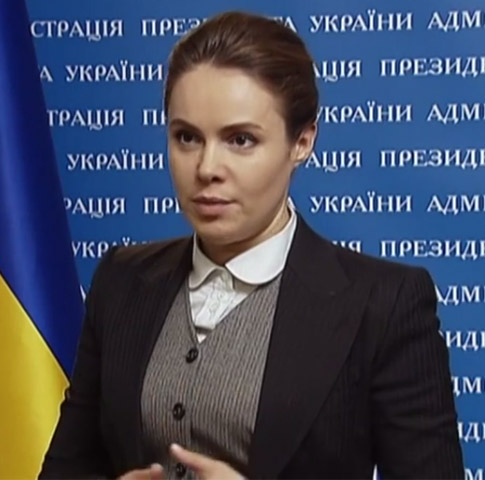
Natalija Korolewska (Ukraine – Vorwärts!, Kandidatur zurückgezogen)
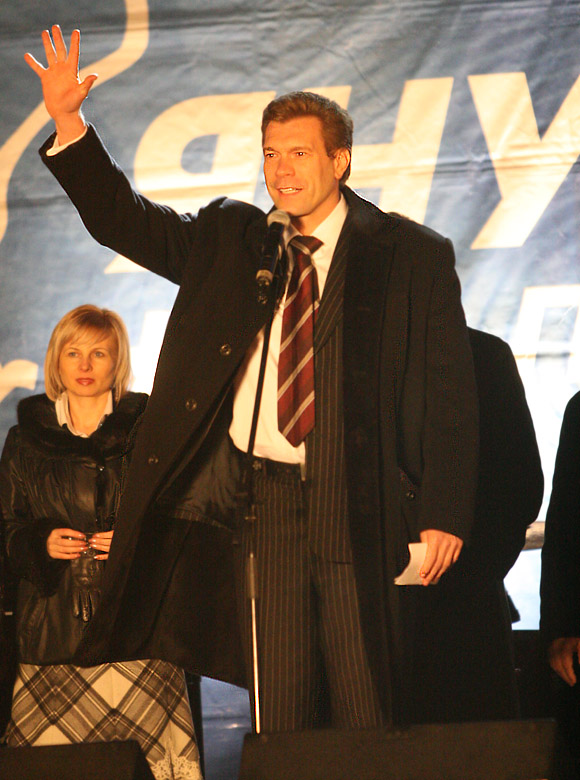
Oleh Zarjow (parteilos, vormals Partei der Regionen, Kandidatur zurückgezogen)

## Umfragen
| Institut | Datum               | Poroschenko | Tymoschenko | Dobkin | Tihipko | Tjahnybok | Symonenko | Sonstige |
| --- | ------------------- | ----------- | ----------- | ------ | ------- | --------- | --------- | -------- |
| Razumkov Centre                                                                                              | 28.03. – 02.04.2014 | 42,3 %      | 19,1 %      | 5,2 %  | 8,8 %   | 2,3 %     | 4,6 %     | 17,7 %   |
| Advanced Legal Initiatives                                                                                   | (?) 31.03.2014 (?)  | 42,0 %      | 12,7 %      | 1,2 %  | 12,7 %  | 3,6 %     | 3,5 %     | 17,2 %   |
| Baltic Surveys/Gallup Organization im Auftrag von United States Agency for International Development (USAID) | 03.04. – 12.04.2014 | 29,0 %      | 13,0 %      | 5,0 %  | 6,0 %   | 3,0 %     | 4,0 %     | 41,0 %   |

## Prognosen
Kurz nach Schließung der Wahllokale um 20 Uhr Kiewer Zeit wurden die Ergebnisse dreier Nachwahlbefragungen veröffentlicht. Es zeichnete sich dabei ein Sieg des Kandidaten Petro Poroschenko bereits in der ersten Wahlrunde ab. Poroschenko erklärte sich daraufhin zum Wahlsieger und sprach sich für baldige Parlamentsneuwahlen aus.
| Institut / Auftraggeber | Poroschenko | Tymoschenko | Ljaschko | Hryzenko | Tihipko | Dobkin | Rabinowytsch | Bohomolez | Tjahnybok | Symonenko | Jarosch |
| ----------------------- | ----------- | ----------- | -------- | -------- | ------- | ------ | ------------ | --------- | --------- | --------- | ------- |
| TNS                     | 57,31 %     | 12,39 %     | 8,69 %   | 6,0 %    | 4,4 %   | 2,3 %  | 2,0 %        | 1,8 %     | 1,5 %     | 1,3 %     | –       |
| Razumkov Centre u. a.   | 55,9 %      | 12,9 %      | 8,0 %    | 6,3 %    | 4,7 %   | 2,1 %  | 1,9 %        | 1,9 %     | 1,3 %     | 1,3 %     | 0,9 %   |
| Sawik Schuster Studio   | 55,7 %      | 12,9 %      | 8,8 %    | 6,0 %    | 4,6 %   | 2,7 %  | 2,1 %        | 2,1 %     | 1,3 %     | 1,2 %     | 1,1 %   |

## Wahl

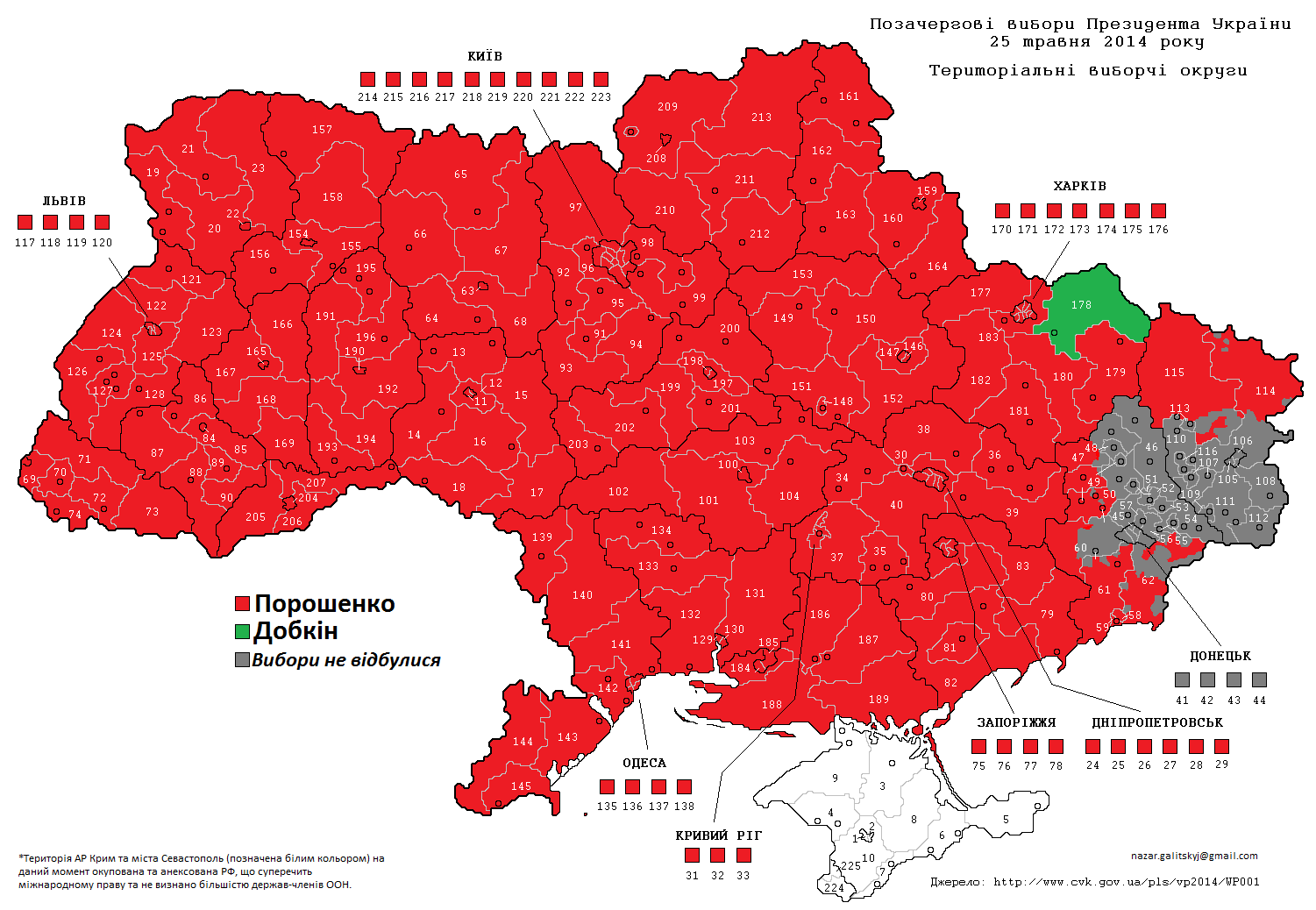
Poroschenko gewann, bis auf den Wahlkreis 178 Tschuhujiw, den Michajlo Dobkin für sich entschied, in allen Wahlkreisen.
Poroschenko
Dobkin
keine Wahl stattgefunden

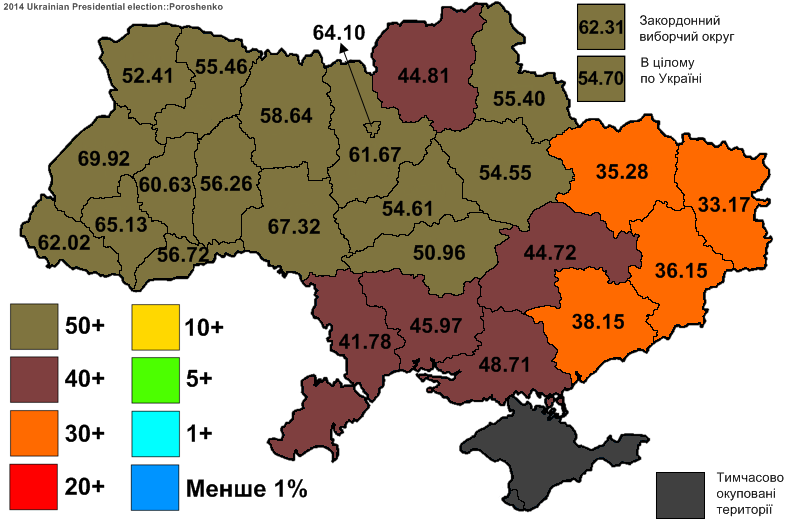
Wahlergebnisse für Poroschenko nach Oblast

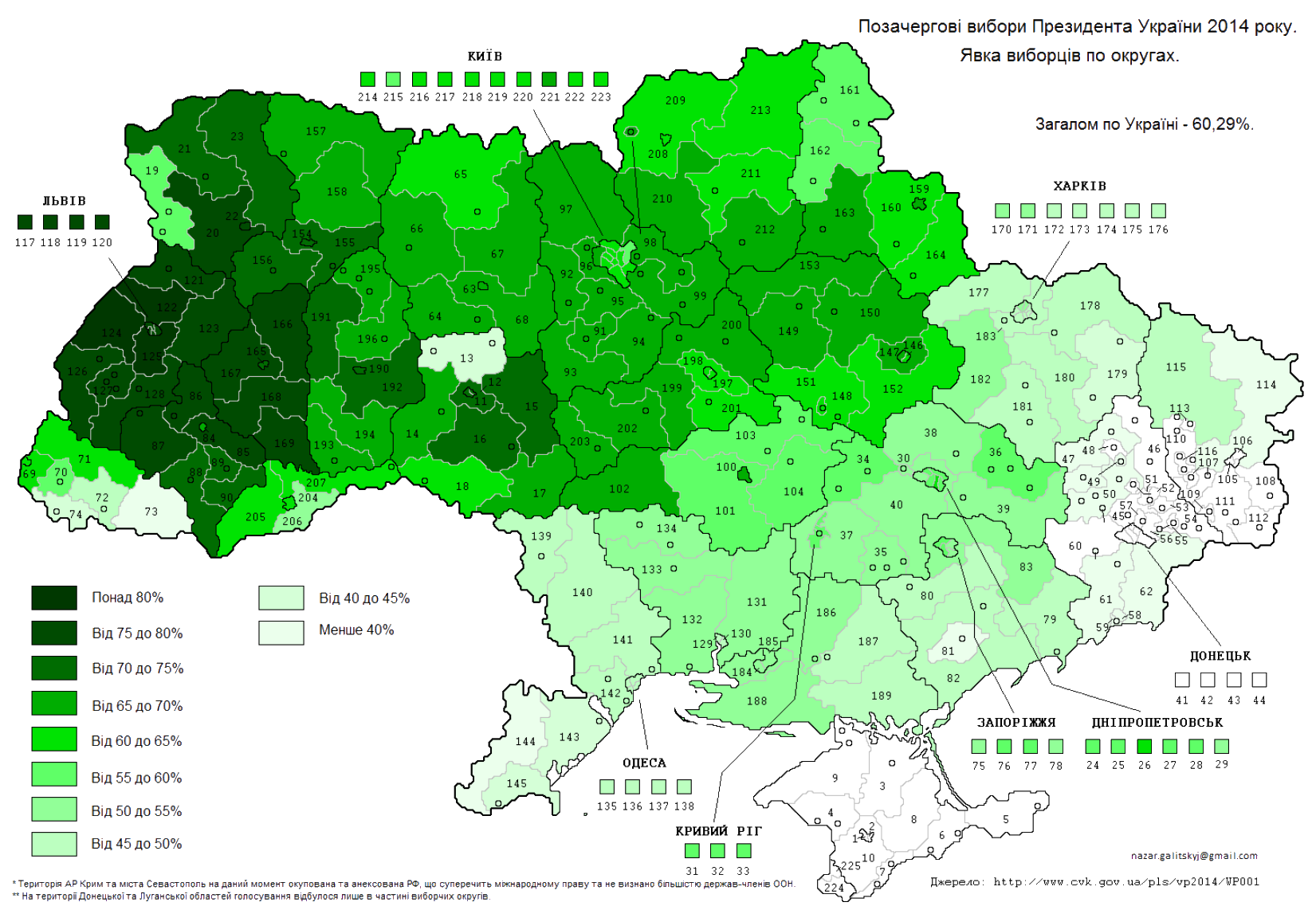
Wahlbeteiligungen nach Rajons

### Ablauf der Wahl
In den Oblasten Donezk und Luhansk wurde in einem Teil der Wahllokale die Abstimmung durch separatistische Kräfte gewaltsam verhindert, möglicherweise auch wegen einer negativen Einstellung zum ukrainischen Staat boykottiert. In der Stadt Nowoajdar bei Luhansk kam es zu gewalttätigen Angriffen auf Wahllokale durch Separatisten, bei denen diese die Wahlzettel in ihre Gewalt brachten. In der Folge wurde bei einem Schusswechsel mit ukrainischen Soldaten ein Mensch getötet. Bewohner der von Russland annektierten Halbinsel Krim hatten die Möglichkeit, in anderen Landesteilen an der Wahl teilzunehmen.
Die Website der Zentralen Wahlkommission wurde manipuliert und das Bild eines Nationalisten eingeschleust, der angeblich die Präsidentenwahl gewonnen habe, der aber tatsächlich weniger als 1 Prozent der Stimmen erhalten hatte. Die ukrainischen Behörden konnten diese Manipulation rückgängig machen, im russischen Fernsehen wurde die Grafik mit der Falschmeldung, ein Nationalist sei zum Präsidenten der Ukraine gewählt worden, jedoch gezeigt.

### Wahlbeteiligung
Von 35.500.913 registrierten Wählern haben sich 18.019.456 an der Wahl beteiligt.
Dies entspricht einer Wahlbeteiligung von landesweit, unter Nichtberücksichtigung der von Russland annektierten Autonomen Republik Krim und der Stadt Sewastopol, 59,57 %. Unter Berücksichtigung der Wahlberechtigten der Krim sinkt die Beteiligung auf 50,76 %.
Die höchste Wahlbeteiligung gab es, nach Angabe der Zentralen Wahlkommission der Ukraine, in den im Westen des Landes liegenden Oblasten Lwiw mit 78,1 % und Ternopil mit 76,63 % gefolgt von der Oblast Iwano-Frankiwsk mit 73,95 %. Die niedrigsten Wahlbeteiligungen gab es im Osten der Ukraine in der Krisenregion Donezk mit 15,37 % und Luhansk mit 38,94 %. In der Hauptstadt Kiew lag die Beteiligung an der Wahl bei 62,7 %.

### Ergebnis
Ergebnis nach Auszählung aller abgegebenen Stimmen am 29. Mai 2014.
| Kandidat             | Ergebnis | Ergebnis  |
| Kandidat             | Anteil   | Stimmen   |
| -------------------- | -------- | --------- |
| Petro Poroschenko    | 54,70    | 9.856.911 |
| Julija Tymoschenko   | 12,81    | 2.309.812 |
| Oleh Ljaschko        | 8,32     | 1.500.333 |
| Anatolij Hryzenko    | 5,48     | 989.028   |
| Serhij Tihipko       | 5,23     | 943.451   |
| Mychajlo Dobkin      | 3,03     | 546.138   |
| Wadym Rabinowytsch   | 2,25     | 406.368   |
| Olha Bohomolez       | 1,91     | 345.386   |
| Petro Symonenko      | 1,51     | 272.858   |
| Oleh Tjahnybok       | 1,16     | 210.504   |
| Dmytro Jarosch       | 0,70     | 127.818   |
| Andrej Hrynenko      | 0,40     | 73.277    |
| sonstige             | 1,01     | 192.943   |
| für ungültig erklärt | 1,35     |           |

Poroschenko erhielt am meisten Zustimmung in den Oblasten Lwiw (69,90 %), Winnyzja (67,32 %) und Iwano-Frankiwsk (65,13 %), während Julija Tymoschenko in den Oblasten Tschernihiw (19,51 %), Tscherniwzi (18,84 %) und Wolyn (17,30 %) die höchste Zustimmung durch die Wähler erhielt.

## Vereidigung und Amtseinführung
Die Vereidigung und Amtseinführung ist im Kapitel V, Artikel 104 der Ukrainischen Verfassung geregelt.
Der geschäftsführende Präsident der Ukraine Oleksandr Turtschynow gab am 29. Mai im ukrainischen Parlament bekannt, dass nach Auszählung aller abgegebenen Stimmen Poroschenko endgültig als Wahlsieger feststehe, und ordnete an, alle Vorbereitungen für die Amtseinführung zu treffen. Die Vereidigung sollte nach Anweisung von Turtschynow auf dem Unabhängigkeitsplatz in Kiew stattfinden, so die Pressestelle der Präsidialverwaltung. Damit sollten die herausragende Rolle der Euromaidan-Proteste bei den Umwälzungen hervorgehoben und die dort Gefallenen geehrt werden. Seine Amtseinführung fand am 7. Juni 2014 in der Werchowna Rada unter anderem in Anwesenheit des deutschen Bundespräsidenten Joachim Gauck statt.